# Semperininae

Semperininae (även Semperinidae) är en underfamilj av nässeldjur som beskrevs av Aurivillius 1931. Semperinidae ingår i familjen Anthothelidae i underordningen Scleraxonia, ordningen Alcyonacea, underklassen Octocorallia i klassen koralldjur.
Underfamiljen består av släkterna Iciligorgia, Iciligorgia och Solenocaulon.